# Nucras lalandii
Nucras lalandii — вид ящірок родини ящіркових (Lacertidae). Мешкає в Південній Африці. Вид названий на честь французького натураліста П'єра-Антуана Делаланда.

## Опис
Ящірка Nucras lalandii є великим і важким представникам свого роду. Її довжина (без врахування хвоста) становить 7,5–9,5 см .

## Поширення і екологія
Nucras lalandii мешкають на півдні і сході Південно-Африканської Республіки, а також в Лесото і Есватіні. Вони живуть на луках і пустищах на півночі ареалу та в чагарникових заростях фінбош на півдні. Зустрічаються на висоті до 2300 м над рівнем моря. Відкладають яйця, в кладці від 3 до 9 яєць розміром 11×17,5 мм. Дитинчата вилуплюються з яєць наприкінці січня та на початку лютого, при народженні їх довжина становить 8 см (враховуючи хвіст).